# Augusto Mario Morello
Augusto Mario Morello  (Morón, 27 de agosto de 1926 – Ciudad Autónoma de Buenos Aires, 21 de abril de 2009) fue un jurista y académico argentino que renovó el derecho procesal civil, pero trascendió su reconocida especialización para influir con su pensamiento en distintas áreas jurídicas.

## Su vida
Se graduó de abogado en el año 1948 en la Universidad Nacional de La Plata (UNLP) y se doctoró en jurisprudencia en la Universidad de Buenos Aires (UBA). Autor de numerosos artículos y enjundiosas obras que incursionaron en modo destacado en todas las aristas del derecho y que fueron traducidas a varios idiomas, se destacó en el Derecho Procesal Civil. Fue jurista de nota, profesor encumbrado, escritor tan prolífico como profundo y periodista apasionado. En 2006 le fue otorgado el Premio Konex de Platino en Humanidades  (en 1986 y 1996 había recibido otros premios Konex por su vasta obra jurídica). Era profesor emérito de la UNLP y doctor honoris causa de la UBA y la Universidad del Salvador. Concebía al Derecho como un sistema de normas abierto y dinámico, al servicio del progreso de la humanidad. También otorgaba al juez, el rol de una pieza esencial en el proceso de adaptación de la norma al ritmo arrollador de la evolución para satisfacer las nuevas demandas de la sociedad. Propugnaba la idea del acceso irrestricto a la justicia, de una justicia “de rostro más humano”, contemplada bajo el perfil de la efectividad de la tutela de los derechos a través de las garantías, y con la mira puesta en el Estado de Justicia. Bajo la sombra protectora de David Lascano, Amílcar Mercader y Manuel Ibáñez Frocham, y en compañía de los Dres. Roberto Berizonce, Gualberto Lucas Sosa y Juan Carlos Hitters, fundó el Grupo de La Plata, con la finalidad de despertar vocaciones, formular propuestas atractivas, incitar al estudio, a la crítica y motivar a muchos colegas jóvenes en pos de un registro superador que acordara pertenencia y personalidad en el campo de la investigación y de la proyección de las ideas de Chiovenda, Carnelutti, Piero Calamandrei y Cappelletti.

## Cargos en la administración de justicia
- Juez a cargo del Juzgado Civil y Comercial n° 3 de la ciudad de La Plata (período 1955 – 1958)
- En 1965 fue designado miembro de la Suprema Corte de Justicia de la provincia de Buenos Aires, durante la gobernación del dirigente radical Anselmo Marini. Se desempeñó en ese cargo hasta el año 1966.

## Obras
- Juicios sumarios, Editora Platense, 1958.
- Separación de hecho entre cónyuges, Abeledo Perrot, 1961.
- Declaración de ausencia y fallecimiento presunto, Abeledo Perrot, 1962.
- El proceso de usucapión, Abeledo Perrot, 1962.
- Manual de Derecho Procesal Civil (en coautoría con el Dr. Lino E. Palacio), Abeledo Perrot, 1965.
- Régimen Procesal del Amparo, Editora Platense, 1966.
- Indemnización del daño contractual, Abeledo Perrot, 1967.
- Argentina ahora y después, (en coautoría con el Dr. Tróccoli), Editora Platense, 1967.
- La reforma procesal civil en Buenos Aires, Editora Platense, 1967.
- El abogado, el juez y la reforma del Código Civil, Abeledo Perrot, 1969.
- Códigos Procesales en lo Civil y Comercial de la Provincia de Buenos Aires y de la Nación, (en coautoría con los Dres.Passi Lanza, M. A. - Sosa, G. L. - Berizonce, R. O., Editora Platense, 1970).
- Derecho privado económico (en coautoría con los doctores Salvador Álvarez Alonso y Antonio Américo Tróccoli), Editora Platense, 1970.
- El boleto de compraventa inmobiliaria, Editora Platense, 1975, 2° ed.
- Meditación sobre la democracia argentina (en coautoría con los Dres. Antonio A. Troccoli, Felix R. Loñ), Editora Platense, 1972.
- Ineficacia y frustración del contrato, Editora Platense, LexisNexis, 1975.
- La revisión del contrato (en coautoría con el Dr. Antonio Américo Trócolli), Editora Platense, 1977.
- Prueba, incongruencia, defensa en juicio (El respeto por los hechos), Abeledo-Perrot, 1977.
- Problemas actuales en la compraventa inmobiliaria, Editora Platense, 1978.
- Estudios de nulidades procesales, Hammurabi, 1980.
- Abogacía y colegiación (en coautoría con el Dr. Roberto O. Berizonce), 1982.
- El Mercosur. Aspectos institucionales y económicos, Editora Platense, 1984.
- Dinámica del contrato, Editora Platense, 1985.
- Tutela procesal de derechos personalísimos e intereses colectivos (en coautoría con el Dr. Gabriel Stiglitz), Editora Platense, 1986.
- Cuestiones de derecho procesal comparado español-argentino, Editora Platense, 1987.
- El recurso extraordinario, Editora Platense, Abeledo Perrot, 1987.
- Cuestiones procesales de derecho comparado español-argentino, Editora Platense, 1987.
- Tutela procesal de las libertades fundamentales (Coord. Augusto M. Morello), JUS (Fundación para la Investigación de las Ciencias Jurídicas), 1988.
- La Corte Suprema en acción, Editora Platense – Abeledo Perrot, 1989.
- La nueva etapa del recurso extraordinario. El "Certiorari", Editora Platense, 1990.
- La reforma de la justicia, Editora Platense, Abeledo Perrot, 1991.
- Derecho del consumidor, (Director Stiglitz, Gabriel A.), Editorial Juris, 1991.
- La prueba. Tendencias modernas, Editora Platense, Abeledo Perrot, 1991.
- La Casación. Un modelo intermedio eficiente, Editora Platense, Abeledo Perrot, 1993.
- La adecuación del contrato. Por las partes, por el juez, por los árbitros, Editora Platense, 1994.
- Actualidad del recurso extraordinario, Editora Platense, 1995.
- Lo hecho (1940-1996). Una retrospectiva no sólo jurídica, Editora Platense, 1996.
- Anticipación de la tutela, Editora Platense, 1996.
- Manual de Códigos Procesales de la Provincia de Buenos Aires y Nación, Librería Editora Platense. (en coautoría con los Drs. Sosa, G. L. - Berizonce, R. O., Tessone, A. J.), Editora Platense, 1996.
- El médico de guardia (en coautoría con el Dr. Guillermo C. Morello), Editora Platense, 1996.
- Las libertades fundamentales y la ética (Diálogo entre médicos y abogados) (en coautoría con el Dr. Guillermo C. Morello), Editora Platense, 1996.
- El derecho y la medicina en el horizonte del siglo XXI (Una lectura inicial) (en coautoría con el Dr. Frutos Enrique Ortíz), Editora Platense, 1997.
- Admisibilidad del recurso extraordinario. (El “certiorari” según la Corte Suprema), Editora Platense, Abeledo Perrot, 1997.
- Derecho de daños (dimensiones actuales y trayectorias), Editora Platense, 1997.
- Estudios del derecho procesal, Editora Platense, Abeledo Perrot, 1998.
- Constitución y proceso, Editora Platense – Abeledo Perrot, 1998.
- Los abogados, Editora Platense, Abeledo Perrot, 1999.
- La tutela de los intereses difusos en el derecho argentino, Editora Platense, 1999.
- El derecho y nosotros, Editora Platense, 2000.
- Lectura procesal de temas sustanciales, Editora Platense, 2000.
- Liquidaciones judiciales (en coautoría con los Dres. Mario E. Kaminker y Carlos Campitelli), Editora Platense, 2000.
- Al final de una época, Editora Platense, 2001.
- Procesalistas inolvidables, Hammurabi, 2001.
- Recursos extraordinarios, Hammurabi, 2001.
- El proceso civil moderno, Editora Platense, 2001.
- El derecho en la vida, Editora Platense, 2002.
- Defensa de los consumidores de productos y servicios (Director Stiglitz, Gabriel A.), Editorial La Rocca, 2001.
- La eficacia del proceso, Hammurabi, 2001.
- Estudio de la Casación civil española. Ley n° 1-2000, Editora Platense, 2001.
- Nuestro juicio ejecutivo (en coautoría con el Dr. Mario E. Kaminker), Editora Platense, 2002.
- El deudor de la obligación, Editora Platense, 2002.
- El moderno derecho de familia. Aspectos de fondo y procesal (en coautoría con la Dra. María Silvia Morello de Ramírez), Editora Platense, 2002.
- Los derechos fundamentales a la vida digna y a la salud (en coautoría con el Dr. Guillermo C. Morello), Editora Platense, 2002.
- La deuda pública externa, Rubinzal-Culzoni, 2002.
- La justicia, de frente a la realidad, Rubinzal-Culzoni, 2002.
- Tendencias dominantes en la litigación civil, Los Congresos Internacionales de Derecho Procesal, Rubinzal-Culzoni, 2002.
- Línea de partida de la Argentina posible, Fundación Editora Notarial, 2002.
- Avances procesales, Rubinzal-Culzoni, 2003.
- El amparo. Régimen procesal (en coautoría con el Dr. Carlos Vallefín), Editora Platense, 2003.
- Los hechos en el proceso civil, La Ley, 2003.
- El Estado de justicia, Editora Platense, 2003.
- Las edades de la persona en el cambiante mundo del Derecho, Hammurabi, 2003.
- Lecturas de la Constitución (en coautoría con el Dr. Félix A. Loñ), Editora Platense – LexisNexis 2004.
- El vicepresidente de la Nación. Nuevas funciones (en coautoría con el Dr. Luis A. Ramírez), Editora Platense, 2004.
- Seis voces, Editora Platense, 2004.
- Modernización y calidad de las instituciones, Editora Platense, 2004.
- Dificultades de la prueba en procesos complejos, Rubinzal-Culzoni, 2004.
- Visión procesal de cuestiones ambientales (en coautoría con el Dr. Néstor A. Cafferatta), Rubinzal-Culzoni, 2004.
- La Corte Suprema en el sistema político, Editora Platense, LexisNexis, 2005.
- El proceso justo, Editora Platense – LexisNexis, 2005, 2° ed.
- Formación de los operadores jurídicos, Editora Platense, 2005.
- El nuevo horizonte del derecho procesal, Rubinzal-Culzoni, 2005.
- El arbitraje, Editorial Lajouane, 2005.
- Familia y sucesiones. Enfoque actual (Libro homenaje al Dr. Eduardo Moreno Dubois, Director Augusto M. Morello, Coord. Ramiro Rosales Cuello), Editora Platense, 2006.
- Memorias. Bases de una vocación, Editora Platense, 2006.
- Opciones y alternativas en el derecho procesal, Editorial Lajouane, 2006.
- Persona, sociedad y derecho, Editorial Lajouane, 2006.
- Negocios inmobiliarios (en coautoria con el Dr. Pedro R. De La Colina), Editora Platense, 2007.
- Acción popular y procesos colectivos (en coautoría con la Dra. Claudia B. Sbdar), Editorial Lajouane, 2007.
- Claves procesales, Editorial Lajouane, 2007.
- Práctica del recurso extraordinario (en coautoría con Ramiro Rosales Cuello), La Ley, 2009.

## Obras colectivas y actualizaciones
- Consideraciones sobre el nombre de la persona, de Arturo Acuña Anzorena, Abeledo Perrot, 1960.
- Estudios sobre la responsabilidad civil, de Arturo Acuña Anzorena, (Actualizado por el Dr. Augusto M. Morello), Editora Platense, 1963.
- Estudios de Derecho Procesal, de Amílcar A. Mercader, Editora Platense, 1964.
- Tratado de Derecho Civil, Obligaciones y contratos, de Luis de Gásperi, Tea, 1964.
- Examen y crítica de la reforma del Código Civil, Editora Platense, 1971.
- Problemática actual del Derecho Procesal, Libro homenaje a Amílcar Mercader, Editora Platense, 1971.
- La justicia entre dos épocas (en coautoría con los Dres. Roberto O. Berizonce, Juan C. Hitters y Carlos L. Nogueira), Editora Platense, 1983.
- Las responsabilidades profesionales (Libro homenaje al profesor Luis O. Andorno), Editora Platense,Abeledo Perrot, 1992.
- La Prueba (Libro homenaje al Profesor Santiago Sentís Melendo), Editora Platense, 1996.
- La legitimación (Libro homenaje al Profesor Lino E. Palacio), Abeledo Perrot, 1996.
- La persona humana, La Ley, 2001.
- Los hechos en el proceso civil, La Ley, 2003.
- Medidas cautelares (Director Augusto M. Morello), La Ley, 2006.
- Prueba (Director Augusto M. Morello), La Ley, 2007.
- Acceso al derecho procesal civil, (Director Augusto M. Morello), Editora Platense, 2007.

## Actividades y cargos
Conjuez de la Corte Suprema de Justicia de la Nación
Director de la Especialización en Derecho Procesal Profundizado de la Universidad Notarial Argentina
Impulsor de las Jornadas de Derecho Procesal de Junín
Miembro de la Academia Nacional de Derecho desde 1986
Presidente del Instituto Iberoamericano de Derecho Procesal (Período 1990 – 1994) y desde entonces Presidente Honorario.
Director Honorario del Instituto de Derecho Procesal del Colegio Público de Abogados de la Capital Federal
Dirigió desde su fundación, en 1958 hasta 1964, la revista del Colegio de Abogados de La Plata.
Creó la Fundación Jus
Director del Instituto de Derecho Procesal de la UNLP

## Cargos gubernamentales
En 1971 se desempeñó como Subsecretario de Asuntos Institucionales del Ministerio del Interior de Argentina.

## Docencia
Fue profesor titular por concurso de Derecho Procesal Civil en la Facultad de Ciencias Jurídicas y Sociales de la UNLP. 
Fue Director y profesor de la Especialización en Derecho Procesal Profundizado de la Universidad Notarial Argentina

## Distinciones
Premio Konex de Platino - Humanidades - Derecho Procesal, Internacional y de la Integración (2006).
Diploma al Mérito - Humanidades - Derecho Procesal, Internacional y de la Integración (2006)
Diploma al Mérito - Humanidades - Derecho Procesal, Internacional y de la Integración (1996)
Diploma al Mérito - Derecho Civil e Internacional - Humanidades (1986).
Declarado Mayor Notable por el Parlamento Argentino (2004)
Profesor emérito de la UNLP  
Doctor honoris causa de la UBA y la Universidad del Salvador